# Jesús Urríos Pérez
Jesús Urríos Pérez (la Vila Joiosa, 18 de febrer de 1880 - setembre de 1936) fou un polític valencià, diputat a les Corts Espanyoles durant la restauració borbònica.

## Biografia
Inicialment fou el cap del sector romanonista del Partit Liberal a la Vila Joiosa, però la seva candidatura fou derrotada per la de José Jorro Miranda a les eleccions generals espanyoles de 1914. Després aquest el va convèncer perquès es passés al Partit Conservador, amb el qual fou elegit diputat pel districte d'Oriola a les eleccions generals espanyoles de 1920. Quan es proclamà la Segona República Espanyola es va unir al partit de Niceto Alcalá Zamora, però el 1935 el deixà per unir-se al Partit Republicà Independent de Joaquín Chapaprieta Torregrosa. Quan esclatà la guerra civil espanyola fou detingut a València, dut a la Vila Joiosa i assassinat al Mascarat el setembre de 1936 amb el seu germà Ricardo.